# 뉴올리언스 모리얼 컨벤션 센터
뉴올리언스 모리얼 컨벤션 센터(영어: New Orleans Morial Convention Center)는 미국 루이지애나주 뉴올리언스에 위치한 컨벤션 센터이다.
| NBA G 리그 올스타전 개최 경기장 |                                       |                    |
| 2007년                          | 2008년 어네스트 엔 모리얼 컨벤션 센터 | 2009년             |
| 만달레이 리조트 앤드 카지노     | 2008년 어네스트 엔 모리얼 컨벤션 센터 | 피닉스 컨벤션 센터 |
|                                 |                                       |                    |
|                                 |                                       |                    |

| NBA G 리그 올스타전 개최 경기장 |                                       |                 |
| 2013년                          | 2014년 어네스트 엔 모리얼 컨벤션 센터 | 2015년          |
| 조지 R. 브라운 컨벤션 센터      | 2014년 어네스트 엔 모리얼 컨벤션 센터 | 바클레이스 센터 |
|                                 |                                       |                 |
|                                 |                                       |                 |